# Charles Whitworth (hrabia)
Charles Whitworth (ur. 19 maja 1752, zm. 13 maja 1825) – brytyjski dyplomata. W latach 1785–1787 brytyjski poseł w Warszawie.
Jego dziadkiem był Charles Whitworth, 1. baron Whitworth (1675-1725) również dyplomata.
Charles - junior był najstarszym z 3 braci. Urodził się w Leybourne Grange, w hrabstwie Kent. W 1772 zaciągnął się do gwardii pieszej (footguards). W maju 1781 został kapitanem, a 8 kwietnia 1783 pułkownikiem i dowódcą 104. Regimentu piechoty.
Ambasador brytyjski w Paryżu John Frederick Sackville, 3. książę Dorset przedstawił go w 1784 roku królowej Francji. Maria Antonina od razu go polubiła, ponieważ był bardzo przystojny.
Wstawiennictwo księcia i Marii Antoniny doprowadziło do tego, że w 1785 uczyniono go ambasadorem brytyjskim w Warszawie. Był świadkiem panoszenia się Rosjan w na wpół zniewolonym już kraju.
Posłem brytyjskim w Polsce był do 1787, po czym został (1788) ambasadorem w Petersburgu, na którym to stanowisku pozostał do roku 1791. Udało mu się załagodzić problemy w relacjach brytyjsko-rosyjskich, czym wyrobił sobie opinię człowieka od trudnych zadań. Pomagał mu ambasador szwedzki Curt Bogislaus Ludvig Christoffer von Stedingk. 26 lipca 1791 roku William Fawkener, Charles Whitworth w imieniu Wielkiej Brytanii i Leopold Heinrich von Goltz w imieniu Prus podpisali z ministrami Katarzyny II dokument, stwierdzający, że Berlin, Haga i Londyn uznają aneksję terytoriów zdobytych przez Rosję na Turcji w czasie ostatniej wojny na Bałkanach.
W roku 1802 został ambasadorem w Paryżu, lecz już w 1803 wybuchła wojna między Francją a Wielką Brytanią i musiał wyjechać z Francji. W latach 1813–1817 był lordem namiestnikiem Irlandii.